# Левінія лусонська
Леві́нія лусонська (Lewinia mirifica) — вид журавлеподібних птахів родини пастушкових (Rallidae). Ендемік Філіппін.

## Опис
Довжина птаха становить 22 см. Голова, шия і верхня частина спини темно-рудувато-коричневі, решта верхньої частини тіла оливково-коричнева. Крила і хвіст поцятковані білуватими смужками. Горло біле, з боків сіре, верхня частина грудей сіра. Решта нижньої частини тіла бурувато-сіра. поцяткована вузькими блідими смужками. Дзьоб відносно довший, дещо вигнутий донизу, зверху коричнюватий, знизу біля основи червонуватий, на кінці роговий. Виду не притаманний статевий диморфізм. У молодих птахів голова, шия і верхня частина спини оливково-сірі.

## Поширення і екологія
Лусонські левінії є ендеміками острова Лусон на півночі Філіппінського архіпелагу. Вони живуть в гірських тропічних лісах, на болотах і в заростях на берегах струмків, на висоті від 550 до 2250 м над рівнем моря.
Лусонська левінія — це рідкісний, малодосліджений вид птахів, більшість спостережень якого було зроблено на перевалі Далтон, де з 1965 по 1970 було зареєстровано близько 200 птахів. Це може вказувати на те, що лусонські левінії є мігруючими птахами.